# IC 585
IC 585 је елиптична галаксија у сазвјежђу Лав која се налази на листи објеката дубоког неба у Индекс каталогу.
Деклинација објекта је + 12° 59' 21" а ректасцензија 9h 59m 44,1s. Привидна величина (магнитуда) објекта IC 585 износи 13,6 а фотографска магнитуда 14,6. IC 585 је још познат и под ознакама UGC 5371, MCG 2-26-14, CGCG 64-22, NPM1G +13.0226, PGC 28897.